# Vachellia farnesiana
La gaggìa (Vachellia farnesiana (L.) Wight & Arn., 1834) è una pianta appartenente alla famiglia delle Fabacee.

## Etimologia
L'epiteto specifico farnesiana fa riferimento alla dinastia rinascimentale dei Farnese, in quanto dai semi portati da Santo Domingo nel 1611 derivò l'esemplare descritto da Linneo nel 1753 come Mimosa farnesiana, proveniente dagli Orti Farnesiani di Roma.

## Descrizione

Foglie, fiori e frutti della pianta

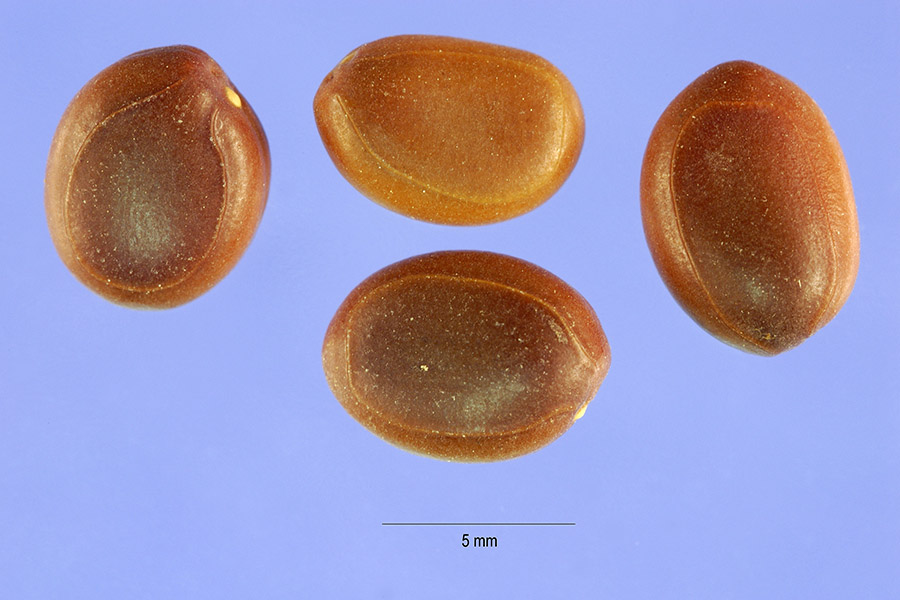
Semi

Questa pianta è un arbusto  deciduo con fusto alto fino a 6-7 metri, e con diametro di 20 cm, con rami pendenti.
Le foglie sono bipennate, provviste di stipole spinose, lunghe da 1,5 a 5 cm, formate da 4-10 paia di pinne composte da numerose piccole foglioline, lunghe 2–4 mm.
Ha infiorescenze globose, di colore giallo-dorato, solitarie o in piccoli gruppi, riunite all'ascella delle foglie, molto profumate.
Il frutto è un legume grossolanamente cilindrico, contenente da 2 a 10 semi, ricoperti da un tegumento di colore bruno.

## Distribuzione e habitat
Questa specie è originaria della zona tropicale del Nuovo Mondo (ecozona neotropicale). 
È stata introdotta, e si è naturalizzata in molti paesi della fascia tropicale e subtropicale di Africa, Asia e Australia.

In Europa la sua presenza, come specie naturalizzata, è segnalata in Spagna, Francia e Italia (compresa la Sicilia).

## Usi
- Il fogliame è una notevole fonte di foraggi in buona parte della sua gamma, con un tenore di proteine di circa il 18%.[senza fonte]
- I fiori sono elaborati attraverso la distillazione per produrre un profumo chiamato Cassie. È ampiamente usato nell'industria dei profumi in Europa. L'unguento profumato di Cassie è realizzato in particolar modo in India.[senza fonte]